# Tom Parker (calciatore 1897)
Tom Parker (Southampton, 19 novembre 1897 – Southampton, 1º novembre 1987) è stato un calciatore e allenatore di calcio inglese.

## Carriera
Nato a Southampton, Parker incominciò a giocare per delle squadre locali, come il Rangers e l'Athletic di Sholing, prima di scegliere la Southern League dove firmò per il Southampton F.C. nel 1918. In sei anni realizzò 246 presenze segnando 11 goal. In questi anni fu anche convocato una volta in Nazionale. Nel 1926 si trasferì all'Arsenal, dove rimase sei anni facendo più presenze e più goal di quanti ne aveva fatti con il Southampton. Dopo essersi ritirato, allenò due volte il Norwich City F.C. e una volta il Southampton. Morì nel 1987.

## Palmarès

### Club

#### Competizioni nazionali
- Campionato inglese: 2

Arsenal: 1930-1931, 1932-1933
- Coppa d'Inghilterra: 1

Arsenal: 1929-1930
- Community Shield: 2

Arsenal: 1930, 1931